# Brie Larson
Brianne Sidonie Desaulniers (Sacramento, 1 de octubre de 1989), más conocida como Brie Larson, es una actriz, cantante, directora, productora, guionista, modelo y youtuber estadounidense. Es ganadora, entre otros, del premio Óscar, Globo de Oro, SAG y BAFTA a la mejor actriz, además de un premio Primetime Emmy como productora. Brie fue educada en su casa antes de estudiar interpretación en el American Conservatory Theater. Comenzó su carrera como actriz en televisión, apareciendo como habitual en la comedia de 2001 Raising Dad, por la que fue nominada para un Young Artist Award.
Puso en marcha su carrera musical en 2005, con el lanzamiento de su único disco Finally Out of P.E. Todavía adolescente, tuvo breves papeles en algunas películas de 2004 como 13 Going on 30  y Sleepover. Su actuación en la comedia Hoot  (2006) fue elogiada, y posteriormente interpretó papeles secundarios en las películas Greenberg (2010), Scott Pilgrim vs. The World (2010) y 21 Jump Street (2012). Entre 2009 a 2011, Larson personificó a una adolescente rebelde en la serie de televisión United States of Tara.
Su actuación revelación en la película independiente Short Term 12, en 2013, le proporcionó elogios y aclamación por parte de la crítica. Su consagración llegó en 2015, con su actuación en La habitación, un aclamado drama basado en la novela homónima de Emma Donoghue, en donde interpretaba a Joy «Ma» Newsome y que le hizo ganar varios premios de interpretación como el Óscar, el Globo de Oro, el Premio de la Crítica Cinematográfica, el Premio SAG, el BAFTA y el Premio Independent Spirit.
Larson ha escrito y dirigido dos cortometrajes, The Arm (2012) y Weighting (2013). También ha participado en una producción teatral en el Festival de Teatro de Williamstown. Tuvo su debut como directora de cine en 2019 con la comedia Unicorn Store, la cual también protagonizó junto a Samuel L. Jackson.

## Biografía
Brie Larson nació en Sacramento, California, hija de Sylvain y Heather Desaulniers. Sus padres eran quiroprácticos y ejercían juntos. Cuando sus padres se separaron durante su infancia, se mudó a Los Ángeles con su madre y su hermana. Después de su educación en casa, estudió actuación en el American Conservatory Theater en San Francisco, California.
Sus abuelos paternos eran de origen franco-canadiense, de Manitoba. Su abuela paterna, Gabrielle Desaulniers, murió en diciembre de 2015. Cuando creció, la primera lengua de Larson era el francés. Brie declaró en una entrevista que ella eligió "Larson" como su nombre artístico del apellido de soltera de su bisabuela sueca, ya que su apellido era demasiado difícil de pronunciar, aunque luego en una entrevista en The Tonight Show Starring Jimmy Fallon declaró que tomó su nombre artístico de Kirsten Larson, una muñeca de American Girl que recibió de niña.

## Carrera

### Actuación
El primer trabajo de Larson fue realizando sketches en el programa The Tonight Show with Jay Leno. Poco después, estuvo en la serie de televisión Schimmel, que nunca fue transmitida porque su estrella, Robert Schimmel, fue diagnosticado de cáncer poco antes de comenzar el rodaje. Después de que la serie estuviera "en espera" durante diez meses, Fox canceló el show. Larson después hizo una audición para un nuevo show para la cadena The WB, In Your Dreams, y consiguió el papel del personaje de la hija menor de Bob Saget, Emily. El espectáculo fue seleccionado para la temporada de otoño de 2001 - 2002, y se le cambió el nombre por Raising Dad. Entonces fue cancelada después de 27 episodios. Larson también fue elegida para el piloto de la comedia de ABC Hope & Faith, pero ella y algunos otros miembros del reparto fueron despedidos después de que el piloto no fue emitido.
En 2003, protagonizó junto a Beverley Mitchell la película original de Disney Channel Right on Track. En julio de 2004, coprotagonizó con un gran elenco de actores adolescentes la película Sleepover. También tuvo un pequeño papel en la película 13 Going on 30, protagonizada por Jennifer Garner. Larson apareció en la película de 2006 Hoot, junto a Logan Lerman y Cody Linley. Prestó su voz en la película Farce of the Penguins como una pingüina adolescente. Luego interpretó a Angie en la comedia dramática de 2007 Remember the Daze y también apareció en el cortometraje de 2008 The Babysitter, escrito y dirigido por David H. Steinberg. Trabajó en un episodio de Ghost Whisperer, en enero de 2008. También tuvo un papel como Kate en la película de 2008 Tanner Hall, dirigida por Francesca Gregorini y Tatiana von Fürstenberg. Larson interpretó el personaje de Kate Gregson en la serie de Showtime United States of Tara. La serie se estrenó el 18 de enero de 2009 y no fue renovada después de su tercera temporada. El episodio final de la serie se emitió el 20 de junio de 2011.

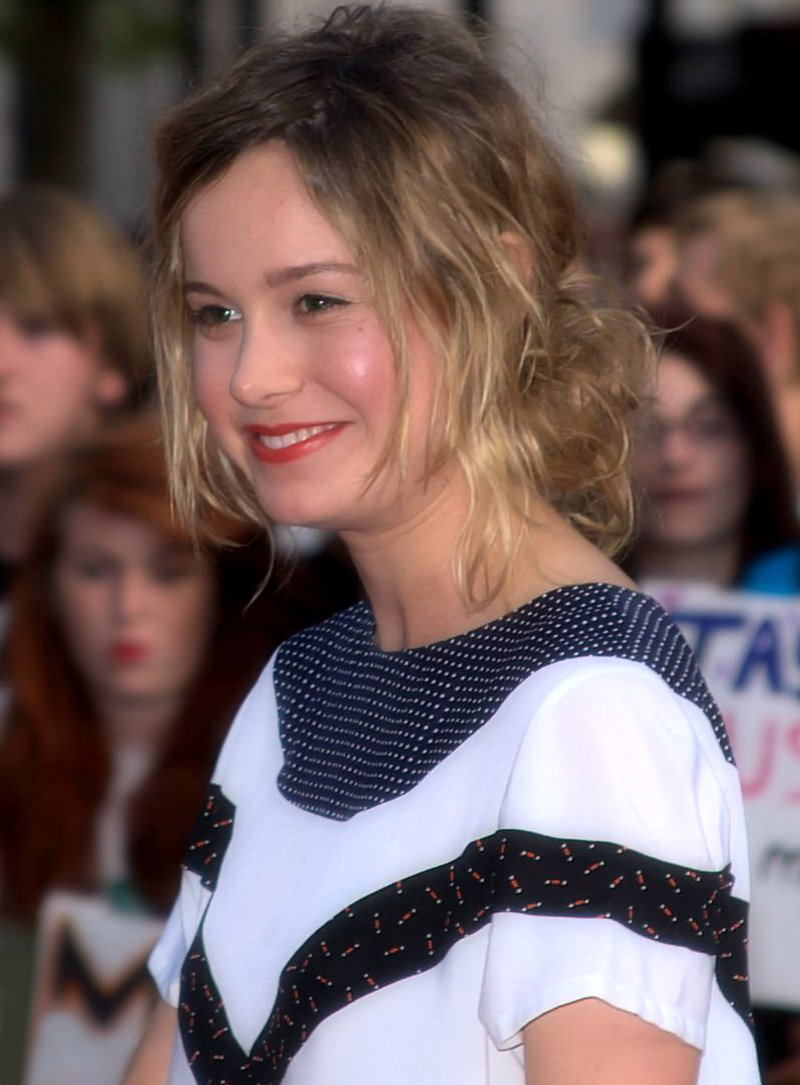
Brie Larson en 2011.

En 2012, Larson interpretó a Molly en la adaptación cinematográfica de la popular serie de televisión de 1987 21 Jump Street, coprotagonizada por Jonah Hill y Channing Tatum. En 2013, participó como estrella invitada interpretando a Rachel en un episodio de la serie Community, titulado "Herstory of Dance", y otra vez en el episodio "Analysis of Cork-Based Networking", al año siguiente; luego volvió a la serie para un tercer episodio, "VCR Maintenance and Educational Publishing", en 2014. En 2013 protagonizó el filme de drama Short Term 12. Apareció como invitada en The Late Late Show with Craig Ferguson varias veces entre 2010 y 2013.

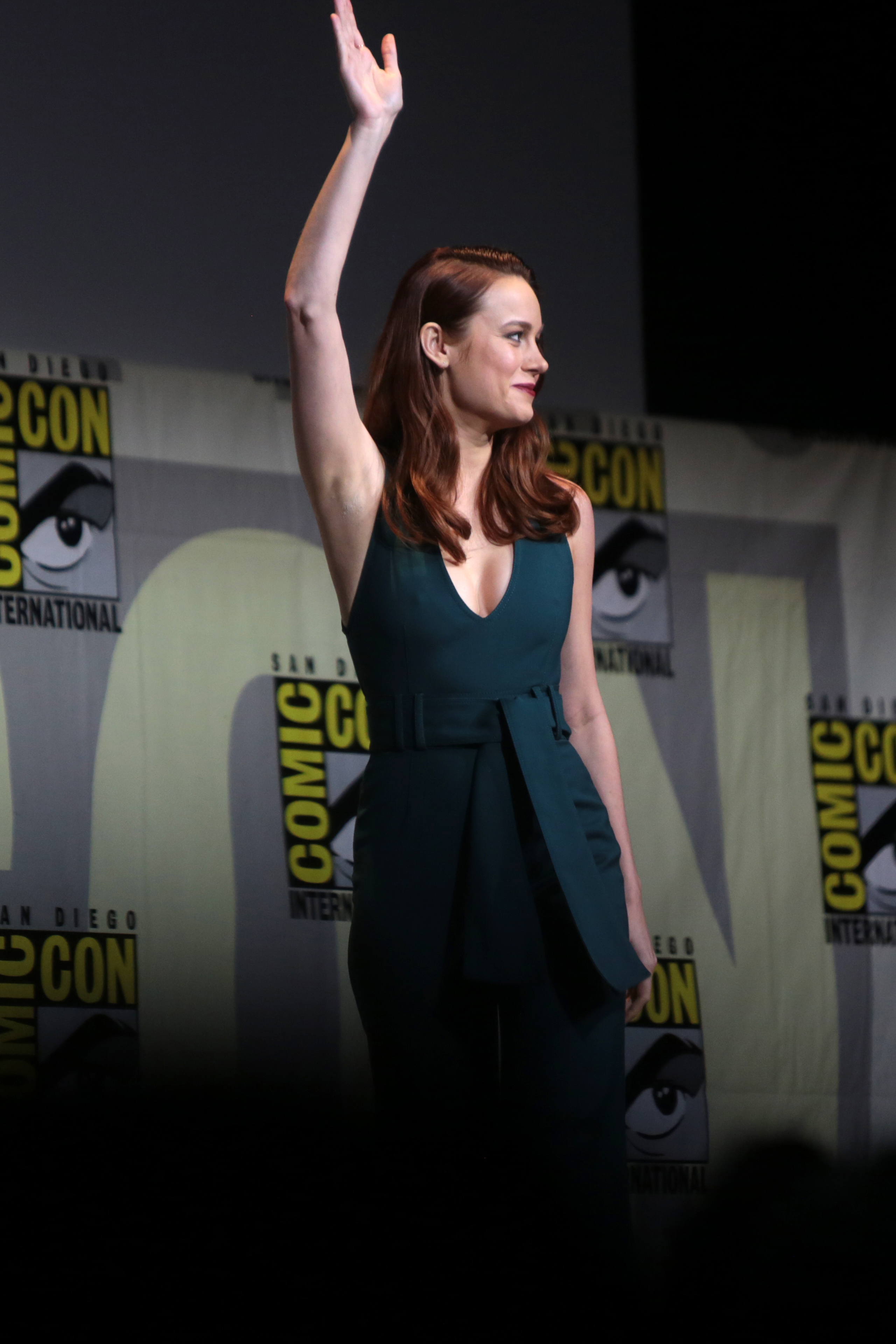
Brie Larson en la Convención Internacional de Cómics de San Diego

En 2015, Larson interpretó a la hermana del personaje de Amy Schumer en Trainwreck. También actuó en La habitación, una película adaptada de la novela del mismo nombre de Emma Donoghue. La cinta se proyectó en el Festival Internacional de Cine de Toronto, y comenzó su estreno el 16 de octubre de 2015. Recibió elogios de la crítica, sobre todo por la actuación de Larson, lo que le valió varios premios, incluyendo el Premio Óscar a la mejor actriz, así como también un Globo de Oro y un Premio BAFTA.
En 2017 Larson se unió al reparto de Kong: La Isla Calavera, junto a Samuel L. Jackson y Tom Hiddleston, en un rodaje que tuvo lugar en Queensland, Australia.
En 2016, se confirmó que Larson se reuniría con su director de Short Term 12, Destin Daniel Cretton, para The Glass Castle. El guion de la Lionsgate es una adaptación de las memorias de Jeannette Walls. La cinta narra la historia de una joven mujer exitosa que fue criada por sus padres disfuncionales y no conformistas, y cuyo mundo se vuelve del revés cuando se trasladan a Nueva York para estar cerca de ella. Woody Harrelson interpretó el papel del padre alcohólico de la protagonista, mientras que Naomi Watts interpretó a la excéntrica madre del personaje de Larson. La cinta fue estrenada en 2017 y recibió críticas mixtas.
En ese mismo año, se confirmó que Larson sería la encargada de darle vida a Carol Danvers en la película Capitana Marvel, la cual fue estrenada el 8 de marzo de 2019. Repitió su papel de Capitana Marvel en Avengers: Endgame, película estrenada en 2019.
Larson fue además productora de la serie de realidad virtual original Messy Truth VR Experience, trabajo por el cual obtuvo el primer Emmy de su carrera, el 17 de septiembre de 2020.

### Música
Larson puso en marcha su carrera como cantante y compositora con su álbum debut en un sello discográfico en 2005, y desde entonces ha actuado en conciertos en vivo en los Estados Unidos. Un segundo disco estuvo en producción y fue finalizado pero nunca tuvo su estreno. Más recientemente, Larson reveló que tenía planes para lanzar un EP, que tampoco llegó al público. No se dio por vencida en su carrera en la música, pero no se sabe aun cuando se darán a conocer nuevas canciones. Su última aparición en público como cantante fue en 2010, cuando interpretó la canción "Black Sheep", junto con la banda Metric, en la película de Scott Pilgrim vs. The World.
Su interés en ser una cantante comenzó a principios de 2003, cuando empezó a promover sus canciones a través de su sitio web personal y mostraba interés en estrenar un álbum. La primera canción estrenada en dicho sitio web fue "Go Goodbye", una canción sobre "dos grandes personas que simplemente no están muy bien juntos", en sus propias palabras y que junto con "Invisible Girl" fueron las pistas que llevaron a Larson a firmar un contrato de grabación algún tiempo después con Casablanca Records y con Universal Records. Ambas canciones fueron producidas y escritas con la ayuda de Michael Binikos y Craig Bartock. En 2003 se filtró otra pista, "Not a Freak", y esta vez hubo incluso un vídeo musical para esa canción, la cual estaba disponible para su compra en línea. A finales de primavera de 2004 se quitaron todas las canciones de su sitio web debido a las restricciones de contrato de Casablanca Records y estaba en el proceso de grabación de nuevas canciones para su primer álbum.
En octubre de ese mismo año, su disposición a lanzar un álbum se acercaba y la canción "She Said" estaba disponible para escuchar a través de su sitio web oficial como el primer sencillo de su álbum debut, aún sin ser lanzado en ese momento, ganando un lanzamiento oficial en iTunes en diciembre siendo enviada a las radios en todo el país en el mes siguiente. A pesar de haber ocupado la posición número 99 de CDs con mayores ventas en el país en 2005, según SoundScan, y alcanzar el número 31 en el Billboard Hot 100 de ventas individuales, la canción no logró alcanzar el Top 40 de las canciones más reproducidas en el país, recibiendo baja cobertura radiofónica. También grabó actuaciones en directo para AOL Sessions el 11 de octubre de 2004.

## Vida personal

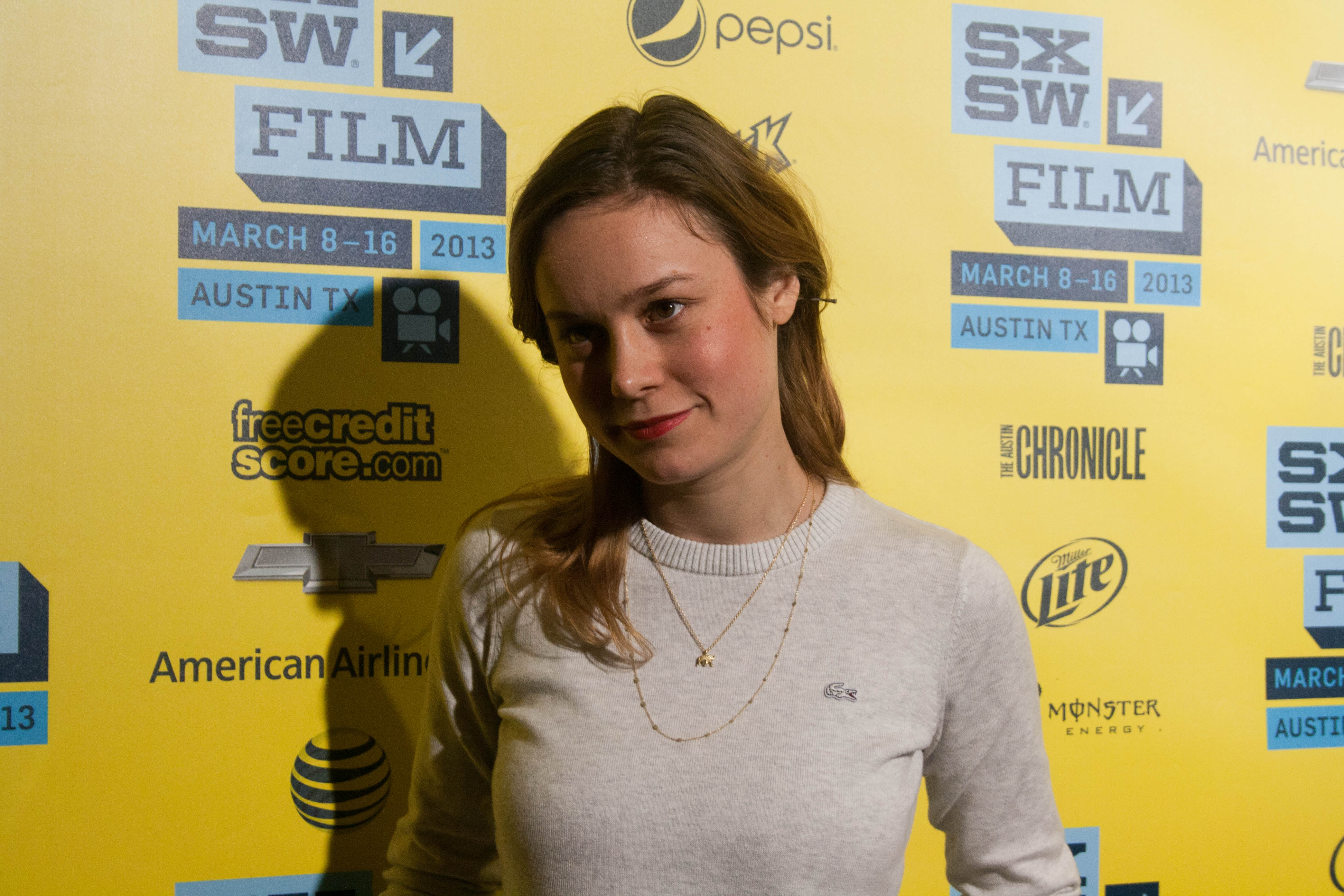
Brie Larson en 2013.

Brie está soltera desde principios de 2019, momento en que terminó su relación sentimental con el cantante de rock californiano Alex Greenwald, exvocalista de la banda Phantom Planet, con el cual salía desde 2013. En una entrevista en el diario español El Confidencial, afirmó: «Ambos compartimos un gran amor por el arte y por la historia, especialmente por el Renacimiento».
Además de que actualmente es vegana, lleva a cabo una dieta sin gluten.
En febrero de 2016, en una entrevista con la revista Elle, Larson reveló que lleva más de diez años sin hablar con su padre.

## Filmografía

### Cine
| Año  | Título                                    | Título en España                           | Personaje                     | Notas                          |
| ---- | ----------------------------------------- | ------------------------------------------ | ----------------------------- | ------------------------------ |
| 1999 | Special Delivery                          |                                            | Little Angel                  |                                |
| 2003 | Right on Track                            | Todo sobre ruedas                          | Courtney Enders               |                                |
| 2004 | 13 Going on 30                            | El sueño de mi vida                        | Six Chick                     |                                |
| 2004 | Sleepover                                 |                                            | Elizabeth "Liz" Daniels       |                                |
| 2005 | Madison                                   |                                            | Racing girl 2                 |                                |
| 2006 | Hoot                                      | Pequeños Salvajes                          | Beatrice "The Bear" Leep      |                                |
| 2007 | Farce of the Penguins                     |                                            | I Need a Z-Pack Penguin       | Voz                            |
| 2008 | Remember the Daze                         |                                            | Angie                         |                                |
| 2008 | The Babysitter                            |                                            | Allison                       | Cortometraje                   |
| 2009 | House Broken                              |                                            | Susan "Suzy" Decker           |                                |
| 2009 | Just Peck                                 |                                            | Emily                         |                                |
| 2009 | Tanner Hall                               |                                            | Kate                          |                                |
| 2010 | Greenberg                                 |                                            | Sara                          |                                |
| 2010 | Scott Pilgrim vs. the World               | Scott Pilgrim contra el Mundo              | Envy Adams                    |                                |
| 2011 | Treatment                                 |                                            | Franny                        |                                |
| 2011 | Smorgasbord                               |                                            | Ciara                         | Cortometraje                   |
| 2011 | Rampart                                   |                                            | Helen                         |                                |
| 2011 | The Trouble with Bliss                    | The Trouble with Bliss                     | Stephanie Jouseski            |                                |
| 2012 | 21 Jump Street                            | Infiltrados en clase                       | Molly                         |                                |
| 2012 | The Arm                                   |                                            |                               | También directora y guionista  |
| 2013 | Bitter Orange                             |                                            | Myrtle                        | Cortometraje                   |
| 2013 | Weighting                                 |                                            |                               | También directora y guionista  |
| 2013 | Don Jon                                   |                                            | Monica Martello               |                                |
| 2013 | Short Term 12                             | Las vidas de Grace                         | Grace                         |                                |
| 2013 | The Spectacular Now                       | Aquí y Ahora                               | Cassidy                       |                                |
| 2014 | The Gambler                               | El Jugador                                 | Amy Phillips                  |                                |
| 2015 | Digging for Fire                          | Reencontrando el amor                      | Max                           |                                |
| 2015 | Trainwreck                                | Y de repente tú                            | Kim Townsend                  |                                |
| 2015 | Room                                      | La habitación                              | Joy Newsome "Ma"              |                                |
| 2015 | Basmati Blues                             |                                            | Linda                         |                                |
| 2016 | Free Fire                                 |                                            | Justine                       |                                |
| 2017 | Kong: Skull Island                        | Kong: La Isla Calavera                     | Mason Weaver                  |                                |
| 2017 | The Glass Castle                          | El Castillo de Cristal                     | Jeannette Walls               |                                |
| 2017 | Unicorn Store                             | Tienda de unicornios                       | Kit                           | También directora y productora |
| 2019 | Just Mercy                                | Cuestión de justicia                       | Eva Ansley                    |                                |
| 2019 | Captain Marvel                            | Capitana Marvel                            | Carol Danvers/Capitana Marvel |                                |
| 2019 | Avengers: Endgame                         | Avengers: Endgame                          | Carol Danvers/Capitana Marvel |                                |
| 2021 | Shang-Chi and the Legend of the Ten Rings | Shang-Chi y la leyenda de los Diez Anillos | Carol Danvers/Capitana Marvel | Cameo                          |
| 2023 | Fast X                                    | Fast and Furious 10                        | Tess                          |                                |
| 2023 | The Marvels                               | The Marvels                                | Carol Danvers/Capitana Marvel |                                |

### Televisión
| Año         | Título                         | Personaje                            | Notas                                                                            |
| ----------- | ------------------------------ | ------------------------------------ | -------------------------------------------------------------------------------- |
| 1998        | The Tonight Show with Jay Leno | Roadkill Easy Bake Oven / Girl Scout | 2 episodios                                                                      |
| 1998        | To Have & to Hold              | Lily Quinn                           | 2 episodios                                                                      |
| 1999        | Touched by an Angel            | Rachel                               | Episodio: "Into the Fire"                                                        |
| 1999        | Popular                        | Robin Robin                          | Episodio: "Fall on Your Knees"                                                   |
| 2000        | Then Came You                  | Allison (joven)                      | Episodio: "Then Came Aidan's Ex"                                                 |
| 2000        | Schimmel                       | Samantha                             | Película para televisión                                                         |
| 2001 - 2002 | Raising Dad                    | Emily Stewart                        | 22 episodios                                                                     |
| 2003        | Right on Track                 | Courtney Enders                      | Película para televisión                                                         |
| 2003        | Hope & Faith                   | Sydney Shanowski                     | Piloto                                                                           |
| 2008        | Ghost Whisperer                | Krista Eisenburg                     | Episodio: "Slam"                                                                 |
| 2009        | The Burg                       | Hipster Girl                         | Episodio: "Change"                                                               |
| 2009 - 2011 | United States of Tara          | Katherine "Kate" Gregson             | 36 episodios                                                                     |
| 2011        | The League                     | Ashley                               | 2 episodios                                                                      |
| 2012        | NTSF:SD:SUV                    | Katerin                              | Episodio: "The Real Bicycle Thief"                                               |
| 2012        | Entry Level                    | Laura                                | Película para televisión                                                         |
| 2013        | Kroll Show                     | College Girl                         | 2 episodios                                                                      |
| 2013 - 2014 | Community                      | Rachel                               | 3 episodios                                                                      |
| 2015        | Comedy Bang! Bang!             | Ella misma                           | Episodio: "Brie Larson Wears a Billowy Long-Sleeve Shirt and White Saddle Shoes" |
| 2022        | Ms. Marvel                     | Carol Danvers/Capitana Marvel        | Episodio: "No hay un normal" (Cameo)                                             |
| 2023        | Lessons in Chemistry           | Elizabeth Zott                       | Miniserie, también productora ejecutiva                                          |
| 2025        | The Bear                       | Francie Fak                          | Episodio: "Bears"                                                                |

## Premios y nominaciones
Premios Óscar
| Año  | Categoría    | Película      | Resultado |
| ---- | ------------ | ------------- | --------- |
| 2016 | Mejor actriz | La habitación | Ganadora  |

| Año  | Premio                  | Categoría                             | Trabajo nominado                      | Resultado |
| ---- | ----------------------- | ------------------------------------- | ------------------------------------- | --------- |
| 2015 | Globos de Oro           | Mejor actriz - Drama                  | La habitación                         | Ganadora  |
| 2015 | BAFTA                   | Mejor actriz                          | La habitación                         | Ganadora  |
| 2015 | BAFTA                   | Premio Orange a la Estrella Emergente | Premio Orange a la Estrella Emergente | Nominada  |
| 2015 | Sindicato de Actores    | Mejor actriz                          | La habitación                         | Ganadora  |
| 2015 | Crítica Cinematográfica | Mejor actriz                          | La habitación                         | Ganadora  |
| 2015 | Satellite               | Mejor actriz - Drama                  | La habitación                         | Nominada  |
| 2015 | Independent Spirit      | Mejor actriz                          | La habitación                         | Ganadora  |
| 2013 | Premios Gotham          | Mejor actriz                          | Short Term 12                         | Ganadora  |
| 2015 | Premios Gotham          | Mejor actriz                          | La habitación                         | Nominada  |

## Discografía

### Álbumes de estudio
- 2005: Finally Out of P.E.[55]